# Саймон Пейтон Джонс
Саймон Пейтон Джонс (англ. Simon Peyton Jones; нар. 18 січня 1958, Південна Африка) — британський науковець, досліджує реалізацію та застосування функційних мов програмування, особливо, з відкладеними обчисленнями. Має ступінь почесного професора з інформатики в Університеті Глазго та наукового керівника аспірантів у Кембриджському університеті.
Пейтон Джонс закінчив Триніті-коледж 1980 р., працював два роки в промисловості, згодом став викладачем в Університетському коледжі Лондона та (з 1990 до 1998) професором в Університеті Глазго, де він згодом працював Головою факультету інформатики. Починаючи з 1998 р. працював дослідником в Microsoft Research в Кембріджі.
Має дружину Дороті, проповідницю Англіканської церкви, та чотирьох дітей.
Пейтон Джонс є провідним розробником мови програмування Haskell та розробником компілятора цієї мови Glasgow Haskell Compiler (GHC). Також він брав участь у створенні проміжної мови програмування C--, призначеної для запису проміжного представлення програми між спеціалізованим для певної мови аналізатором та компілятором в машинні коди загального призначення. C-- використано в GHC.
Співавтор книжки Cybernauts Awake (1999 р.), у якій розглянуто етичний та духовний вплив Інтернету.
2004 р. був обраний почесним членом (англ. fellow) Асоціації обчислювальної техніки.

## Праці
- The Implementation of Functional Programming Languages. Prentice-Hall, 1987. ISBN 0-13-453333-X
- Implementing Functional Languages, with David Lester. Prentice-Hall, 1992. ISBN 0-13-721952-0
- Cybernauts Awake!, with Derek Burke, Nicholas Beale, David Pullinger, Harold Thimbleby, Christine Crosbie, Theresa Leal and others. Church House Publishing, 1999. ISBN 0-7151-6586-0
- «Beautiful Concurrency», in Beautiful Code, edited by Andy Oram, Greg Wilson, O'Reilly, 2007. ISBN 0-596-51004-7